# Acide aspartique
Pour les articles homonymes, voir ASPGAU et GAC.
L’acide aspartique (abréviations IUPAC-IUBMB : Asp et D), est un acide α-aminé dont l'énantiomère L est l'un des 22 acides aminés protéinogènes, encodé sur les ARN messagers par les codons GAU et GAC. Il est caractérisé par la présence d'un groupe carboxyle –COOH à l'extrémité de sa chaîne latérale, lui conférant un point isoélectrique de 2,77, ce qui en fait le résidu le plus acide dans les protéines. Son anion et base conjuguée est l'aspartate et son rayon de van der Waals vaut 291 pm.
Il s'agit d'un acide dicarboxylique, et donc d'une molécule polaire. Chez les mammifères, il est non essentiel. C'est un métabolite du cycle de l'urée.

## Découverte
L'acide aspartique a été découvert en 1827 par Plisson, à partir de l'asparagine, elle-même isolée du jus d'asperge en 1806, en portant le jus à ébullition avec une base.

## Rôle et fonctions
L'acide aspartique participe à la gluconéogenèse et il joue un rôle de substrat de la voie de biosynthèse des pyrimidines. C'est un neurotransmetteur, excitant du cerveau sous sa forme méthylée (N-méthyl-D-aspartate), activant les récepteurs NMDA, qui sont des récepteurs au glutamate.
L'acide D-aspartique, ainsi que son sel, le D-aspartate de sodium, ont des propriétés anabolisantes favorisant la production endogène de testostérone et de progestérone, ainsi que de l'hormone lutéinisante. Mais selon une revue systématique datant de 2017, cette augmentation du taux de testostérone dans le sang chez les humains n'est pas démontrée, à cause de résultats contradictoires et nécessite plus d'expérimentations.
De plus, il améliorerait la qualité du sperme et aurait de l’influence positive sur les capacités cognitives et la mémorisation chez l’humain.

## Acide aspartique et aspartame
L'acide aspartique représente 40 % des produits de dégradation de l’aspartame.